# Worlingham
Worlingham – wieś w Anglii, w hrabstwie Suffolk, w dystrykcie East Suffolk. Leży 53 km na północny wschód od miasta Ipswich i 158 km na północny wschód od Londynu. W 2005 miejscowość liczyła 3730 mieszkańców.